# Tommy Smith (automobilista)
Tommy Smith (Melbourne, 6 de junho de 2002) é um automobilista australiano que atualmente compete no Campeonato de Fórmula 3 da FIA pela equipe Van Amersfoort Racing.

## Carreira

### Campeonato da Nova Zelândia de Fórmula Ford
A primeira série de monolugares de Smith foi um campeonato de Fórmula Ford na Nova Zelândia. Smith completou a temporada em 18º com seu melhor resultado, terceiro em Teretonga Park. Smith terminou 596 pontos atrás do campeão, o neozelandês, Callum Hedge.

### Campeonato Asiático de Fórmula 3
O primeiro ano de Smith no Campeonato Asiático de F3 (atual Campeonato de Fórmula Regional Asiática) foi em 2019. Dirigindo pela Pinnacle Motorsport, o melhor resultado de Smith foi o oitavo lugar na última corrida em Xangai, isto junto com mais cinco corridas de pontuação colocaram Smith em 18º no campeonato. Para a temporada de 2019-20, Smith juntou-se à Absolute Racing unindo-se a campeã inaugural da W Series Jamie Chadwick e ao piloto do Campeonato de Fórmula 3 da FIA Devlin DeFrancesco. Smith terminou a temporada com 48 pontos com a maior pontuação no Circuito Internacional de Chang, onde ficou em sexto duas vezes e em nono na corrida 2. Tudo isso resultou em um décimo lugar, 218 pontos atrás do campeão Joey Alders.

### Eurocopa de Fórmula Renault
Foi anunciado que Smith competiria na Eurocopa de Fórmula Renault pela equipe italiana JD Motorsport ao lado do finlandês William Alatalo. No entanto, devido ao impacto do COVID-19, Smith não foi capaz de competir.

### Campeonato de Fórmula 3 da FIA
Em 22 de dezembro de 2022, foi anunciado que Smith havia sido contratado pela equipe Van Amersfoort Racing para a disputa do Campeonato de Fórmula 3 da FIA de 2023.
Ele permaneceu com a equipe Van Amersfoort Racing para a disputa da temporada de 2024, fazendo parceria com Noel León e Sophia Flörsch.